# Robert Hungerford, 3. baron Hungerford
Robert Hungerford, 3. baron Hungerford (ca. 1429 – 1464) var en engelsk adelsmand. Han støttede Huset Lancasters sag under Rosekrigen. I slutningen af 1440'erne og begyndelsen af 1450'erne var han medlem af flere parlamenter i træk. Han var en fransk fange i store dele af 1450'erne, indtil hans mor sørgede for betalingen af en løsesum. I 1461 flygtede han efter nederlag ved Towton den 29. marts, med Henrik 6. til Skotland. I 1461 fik han frataget sin ære, liv og gods under Edvard 4. første parlament, og i 1464 henrettet i Newcastle kort efter, at han var blevet taget til fange i Slaget ved Hexham.

## Baggrund
Han var søn og arving til Robert Hungerford, 2. baron Hungerford (søn af Walter Hungerford, 1. baron Hungerford (død 1449)) og hans hustru Margaret, 4. baronesse Botreaux.

## Karriere
Efter hans ægteskab med arvingen Eleanor de Moleyns blev han indkaldt til parlamentet som baron Moleyns i 1445 og modtog en lignende indkaldelse indtil 1453.

### Strid med John Paston
I 1448 begyndte Hungerford en voldsom strid med John Paston om ejerskabet af herregården Gresham i Norfolk. Hungerford, der handlede efter råd fra John Heydon, en advokat fra Baconsthorpe, overtog ejendommen med magt den 17. februar 1448. William Waynflete, biskop af Winchester, gjorde et forgæves mæglingsforsøg. Paston blev atter tildelt kontrollen over herregården, men den 28. januar 1450 sendte Hungerford tusind mand for at tvinge ham ud. Efter at have truet med at dræbe Paston, som ikke var til stede, angreb Hungerfords mænd voldsomt Pastons hustru Margaret, men Hungerford måtte til sidst overgive herregården til Paston.

### Franske krige
I 1452 ledsagede Hungerford John Talbot, 2. jarl af Shrewsbury, til Aquitanien og blev taget til fange i et forsøg på at hæve belejringen af Castillon. Hans løsesum blev fastsat til 7.966 shilling. Hans mor måtte sælge sine tallerkener og pantsætte sine godser for at skaffe pengene. Hans løsladelse fandt sted i 1459 efter syv år og fire måneders fangenskab. I betragtning af hans økonomiske ulykke, fik han i år for sin tilbagevenden til England licens til at eksportere femten hundrede sække uld til udenlandske havne uden at betale told og fik tilladelse til at rejse til udlandet. Derefter besøgte han Firenze.

### Rosekrigene
I 1460 var Hungerford hjemme igen og tog en ledende rolle på Huset Lancasters side i Rosekrigene. I juni 1460 trak han sig tilbage med Lord Scales og andre af sine venner til Tower of London, da jarlen af Warwick og hans tilhængere fra Kent gjorde deres indtog i byen. Men efter Lancaster-hærens nederlag i Slaget ved Northampton (10. juli 1460) overgav Hungerford og hans venner Tower of London til York-styrkerne på den betingelse, at han og Lord Scales kunne rejse frit væk.
Efter at have deltaget i Slaget ved Towton (29. marts 1461), endnu et nederlag for Lancaster-fraktionen, flygtede Hungerford med Henrik 6. til York og derfra til Skotland. Han besøgte Frankrig om sommeren for at få hjælp til Henrik og Margrete og blev arresteret af de franske myndigheder i august 1461. Han skrev til Margret på det tidspunkt fra Dieppe og bad hende om ikke at tabe modet. Han fik i Edvard 4.'s første parlament i november 1461 frataget sin ære, liv og gods. Derefter fik han en vis succes i sine bestræbelser på at samle Lancaster-styrker i Nordengland, men blev taget til fange i Slaget ved Hexham den 15. maj 1464 og blev henrettet i Newcastle.

## Ægteskab og afkom
Omkring 1441, stadig i meget ung alder, giftede han sig med Eleanor de Moleyns (1426-1476), datter og arving til William de Moleyns (1406-1429), som blev dræbt under belejringen af Orleans, søn og arving til Sir William de Moleyns (d. 1424) af Stoke Poges i Buckinghamshire. Eleanor overlevede sin mand og giftede sig derefter med Sir Oliver Manningham. Hun blev begravet i Stoke Poges i 1476. Med sin hustru fik han afkom, herunder:
- Sir Thomas Hungerford af Rowden
- Sir Walter Hungerford af Farleigh

## Død & arv
Han blev taget til fange under Slaget ved Hexham den 15. maj 1464, ført til Newcastle, hvor han blev henrettet den 17. maj. Han blev begravet i Salisbury Cathedral. Den 5. august 1462 blev mange af hans lande tildelt Richard, hertug af Gloucester (senere Richard 3.). Andre dele af hans ejendom blev givet til John Wenlock, 1. baron Wenlock, som blev instrueret af Edvard 4. til at sørge for Hungerfords hustru og små børn.